# Distances Between Ports

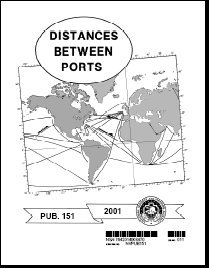
Cover van het boek

Distances Between Ports (PUB 151) is een publicatie die de afstanden van scheepvaartroutes tussen de grote havens vermeld. De afstanden tussen twee havens kunnen variëren, met name door verschillende routes die men kan kiezen wegens zeestromingen, klimaatsbijzonderheden en veiligheidsoverwegingen. De publicatie wordt periodiek aangepast via Notices to Mariners.
Deze publicatie kan gebruikt worden samen met de passende delen van Sailing Directions om zo de route voor een zeereis optimaal te plannen. Om het aantal gegevens te verminderen zijn knooppunten bepaald langs de belangrijke routes. De posities van de havens die men terugvindt op de lijst zijn centrale posities die de routes het meest representeren. De routes zijn meestal zo uitgezet dat ze de veiligste scheepvaart bieden. De meeste afstanden geven de kortste navigeerbare routes, maar in sommige gevallen worden langere routes gebruikt omdat ze gunstiger of veiliger zijn.